# Генерал Николаево
Генерал Николаево (изписване до 1945 година: Генералъ–Николаево) е бивше село, бивше селище от градски тип и най-източният от кварталите на българския град  Раковски. Селището е разположено на пътя Пловдив-Брезово-Казанлък. Името му до 1934 година е Калъчлии (изписвано и Калъчлий).
В селището действа енория „Пресвето Сърце Исусово“ на Софийско-пловдивската католическа епархия.

## История
Едни от първите сведения за село Калъчлий са в османските данъчни регистри от XVI в. То фигурира с имената Алтън Боа (на османски турски: قلچلو صارو, на турски: Altın boğa) и Кълъчлъ саръ (на османски турски: التون بوغا, на турски: Kılıçlı sarı). Приходът на селището е формиран от данъчно облагане върху добив от: пшеница, смесено зърно, зеленчукови градини, такса за ползване на ливади и  други такси. В регистър от 1596 г. е записано, че общността има имам.
В началото на XVII в. започва покръстването на павликяните в Северна България и в също време започват и преселенията на някои от тях в Южна България, които се заселват от двете страни на днешната река Стряма. През 1623 г. отец Антон Батор от Никопол, следвал в Климентинската колегия в Рим, е бил капелан за Дубровнишки търговци в Пловдив. На него му е било възложено да обхожда околните села с павликянско население и да ги покръства.
През 1643 година католическият мисионер Яков Хомодей (Яков Божков), пристига в Калъчлий с което се ускорява налагането на католицизма в района. Така се поставя началото на католическата енория в селото. Архиепископ Петър Богдан посещава селото на 21 ноември 1646 г. за освещаване на новия параклис. Той е записал, че католическото население е наброявало вече 500 души, главно преселници от Никополско. Специална църква нямало; построена била една голяма къща, покрита със слама, и в нея се извършвало богослужението. Архиепископ Богдан служи Светата литургия и проповядва, а след това са миропомазани 56 души и са покръстени още 5 души.
Според доклад на отец Яко Божков през 1649 г. в Калъчлий имало 586 души и 40 семейства непокръстени, които слезли от Северна България. През следващата 1650 г. архиепископ Богдан посетил лично пловдивските села. През тази обиколка били покръстени общо 33 семейства. Свещеникът в Калъчлий, отец Атанас Радов, през 1651 г. покръстил между другите и двама свещеници от самите павликяни. През 1652 г. архиепископ П. Богдан пак потеглил за Южна България. На 19 ноември бил в Калъчлий (за трети път). През 1676 година Калъчлий наброявало 70 къщи.
Поради войните на Османската империя с Австрия, във втората половина на 20-те години на ХVIII век били предприети повсеместни гонения срещу католическото духовенство. Така длъжността администратор на Софийско-пловдивскара епархия е била поверена на родения в Калъчлий отец Михаил Добромиров. Като поданик на Османската империя отец Добромиров е могъл да остане в епархията в качеството си на архиерейски наместник и да се грижи за епархийските дела. В условията на поредната Австро-турска война през пролетта на 1738 г. помощникът на отец Добромиров - отец Никола Бошкович писал на свои събратя в Цариград да се молят, както правел и той, за Божия благослов над австрийското оръжие. Писмото попаднало в турски ръце и на 22 април 1738 г. отец Добромиров и отец Бошкович са публично обезглавени в Одрин.
През 1836 г. в  Калъчлий е имало 152 къщи, 1113 души и още до 300 работели в други села. През 1844 г. в Рим е издаден „Молитвеник за християните от Пловдивско“ с автори родените в Калъчлий свещеници Яко Яковски и Петър Арабаджийски. Той е написан на характерния говор на павликяните, отпечатан на латиница и е бил използван като домашен буквар от наследниците на павликянското население в Пловдивско. През 1845 г. католическият епископ Андреа Канова в Пловдив попечителства при закупуването на земи от изселващите се турци от село Герен и улеснява заселването му със семейства от Калъчлий.
От 2 декември 1845 г. за енорийски свещеник в Калъчлии е назначен Едуард Валпа, който ръководи енорията в продължение на 27 години. През 1857 г. той изгражда първата църква с масивен градеж. Той известен като един от най-видните мисионери в Пловдивско. Написва различни набожни книги, които са издадени от Пропагандата в Рим. Овладял български език, той направил преводи на няколко църковни и граждански драматични произведения, включително и толкова популярната в българското общество по това време „Многострадална Геновева“. Съставил е обширни италиано-български и българо италиански речници. Написал е „Българска граматика на италиански“ и „Кратка история на Пловдивската католическа мисия“. Неговоите ръкописи на „История на българския народ“ (Zaropismo ili Istoria balgarska) се базират на първото печатно издание на един от вариантите на „История славянобългарска“ - „Царственика” на Христаки Павлович, издадена през 1844 г. в Австро-Унгария. Във втория ръкопис на тази творба отец Валпа вмъква множество допълнения от други извори (византийски хронисти и западноевропейски автори).
На 8 февруари 1852 г. отец Едуард Валпа е записал, че някаква жена (най-вероятно селска калугерка) „учи селските деца на наука“. Първото училище в село Калъчлии е построено през 1879 г. и носи името на католическия епископ Филип Станиславов - автор на първата българска печатна книга „Абагар“. Първоначално сградата му е била на два етажа със стаи за четири отделения за момичета и за момчета. По тогавашните закони на Източна Румелия, училището е със статут на частно католическо училище. Първият учител е Франц (Ченко) Калчов Керин.
От 1880 г. енорист е отец Самуил Нутини. През 1884 г. той насърчава семейства главно от Калачлии се заселват в село Салалии. След Съединението отец Нутини закупува земите на изселилите се турци от турските села Бекирлии и Ютакларе. Селата са заличени съответно през 1886 г. и 1893 г. и земите им са присъединени към землището на Калъчлии. През 1886 г. отец Самуил започва за събира помощи за нова църква. Той предприема обиколка в Австрия и Италия където успял да събере значителни за времето си средства. Стоежът на новата църква започва през 1891 г. Сградата е била проектирана от италианеца Визети. Тя е осветена на 4 октомври 1892 г. Храмът е наречен „Пресвето Сърце Исусово“.
В края на 1908 г. в селото е създадено читалище „Св. св. Кирил и Методий“. През 1913 г. в сградата на училището в Калъчлии са настанени семейства бежанци от Одринско. През 1918 г. в селото започва да работи първата в района пощенска станция. В периода между двете световни войни са съществували следните църковни културни и просветни дружества в Калъчлии – католическо дружество „Роберт Менини“ (основано 1927 г.) и Младежки католически певчески хор „Михаил Добромиров“ (1943).
През 1920 г. енористът отец Козма Гюлов започва кампания за събиране на средства за построяване на мост на шосето Брезово-Пловдив над река Сребра. През 1922 г. – 1923 г. мостът е построен и завършени с помощта на кмета Петър Власов. Отец Козма е също инициатор за изграждане на първата болница в католическо село в в България. През 1925 г. в Калъчлии започва да работи болницата „Петър Парчевич“. В началото на юни 1921 г. Окръжният съвет в Пловдив прави предложение село Калъчлии да се преименува на село Добромирово. През 1921 г. в селото е открита и прогимназия.
Политически симпатии в село Калъчлии през 1929 г. се поделяли между три партии – Националлибералната, Земеделската, и управляващия Демократически сговор. Най-много са били привържениците на Демократически сговор, поради грижите на Андрей Ляпчев за селото и личното му познанство със Стефан Чешков Петков – един от влиятелните хора в района и първия адвокат, роден и работещ в селото. От първите избори след Освобождението през 1879 г. до забраната на партиите през 1934 г. за кметова на селата са избирани членове на Националлибералната партия, Българския земеделски народен съюз и Демократическата партия. Адвокат Стефан Петков е избран за депутат от Либерална партия (радослависти) в XVII обикновено народно събрание.
На 18 април 1928 г. в 21 часа и 20 минути вечерта следва вторият силен трус на Чирпанското земетресение. Той е с магнитуд 7,0 по Рихтер и епицентър между Поповица и Чалъкови. В Калъчлии са разрушени църквата и училището. С разрушени стени сградата на болницата става негодна за ползване. Много частни домове са изцяло или частично разрушени.
Със средства, отпуснати от Дирекцията за подпомагане на пострадалите лица и населените места от земетресението още на другата година са построена новите сгради за началното училище и прогимназията в селото.  
Строежът на нова католически църква започва през 1930 година. Главна заслуга за това има Апостолическият делегат в България Анджело Ронкали. Свети Папа Пий XI отпуска значителни средства за времето си. В знак на благодарност, неговият лик е вграден в украсата на фасадата на храма. Храмът „Пресвето сърце Исусово“ и този в съседното село Секирово са изработени по един и същ проект. Проектът е за храмове с дължина 73 м. и ширина 24 м. Населението на селото около 4000 души участва с доброволен труд. Всички волски и конски коли са били използвани за пренасяне на пясък. На 1 ноември 1930 г. има авария на строежа. Няма информация за пострадали вероятно поради това че точно тогава хората са били в гробищния парк.
Със средства, отпуснати от Дирекцията за подпомагане на пострадалите лица и населените места от земетресението през 1932 г. е възстановена дейността на болницата в нова сграда с голям за времето си капацитет - 40 стаи.
През 1930 г. в Калъчлии е закупен първият автобус за превозване на пътници до град Пловдив. Негов шофьор е бил Петър Зантов. През 1934 г. селото е наименувано и носи името Генерал Николаево на видния генерал Данаил Николаев, който е от създателите на българската войска след Освобождението. През 1936 г. започва електрифицирането на селото от електроцентрала „Въча“. През 1941-1942 г. започва строежът на сегашната сграда на общината.
През периода 1946 – 1949 г. е прокаран първият водопровод в селото. На 16 януари 1949 г. в селото е основано ТКЗС от 121 домакинства с 3800 дка земя и председател Гено Сарийски.
На 30 април 1952 г. в селото започва да работи тухларна фабрика. От 1954 г. до 1961 г. село Секирово е квартал на село Генерал Николаево. От 1956 г. до 1959 г. сградата на общината в селото е в ремонт – строи се вторият ѝ етаж. През 1956 г. е изграден стадионът в селото. През 1957 г. е направена надстройка на сградата на болницата.
През 1963 г. е открита новата сграда на училището и в една от старите сгради на училището, след неговото преместване в новата сграда е организирана първата детска градина. През същата година Практическо селскостопанско училище е било преместено в селото. Курсът на обучението му е бил двегодишен. През 1968 г. то е закрито. През 1964 г. стопанството в село Генерал Николаево прераства в Държавно земеделско стопанство.
От 15 септември 1964 г. село Генерал Николаево е признато за селище от градски тип Генерал Николаево.
На 3 февруари 1966 г. селищата Генерал Николаево, Парчевич и Секирово се обединяват в ново населено място – гр. Раковски.

## Численост на населението
През 1742 г. селото има 625 жители, един век по-късно през 1842 г. те са 1251. През първото преброяване след Освобождението, селото има общо 2001 жители (957 мъже и 1044 жени), а три години по късно общо 2022. През 1900 г. селото наброява около 2400 души. През 1916 г. жителите му са 3 200, през 1934 г. - 4 450, а през 1943 г. около 5 007. При създаване на град Раковски, селото е наброявало около 6 800 души. При честване на 50-та годишнина на град Раковски през 2016 година, квартал „Генерал Николаево“ има 7 924 жители.